# Polygala albowii
Polygala albowii är en jungfrulinsväxtart som beskrevs av Kemul.-nath.. Polygala albowii ingår i släktet jungfrulinssläktet, och familjen jungfrulinsväxter. Inga underarter finns listade i Catalogue of Life.